# Dino Verzini
Dino Verzini (Zevio, 26 de noviembre de 1943) es un deportista italiano que compitió en ciclismo en la modalidad de pista.
Ganó una medalla de oro en el Campeonato Mundial de Ciclismo en Pista de 1967, en la prueba de tándem. Participó en dos Juegos Olímpicos de Verano, ocupando el quinto lugar en México 1968, en la prueba de velocidad individual, y el noveno lugar en Múnich 1972, en la carrera de tándem.

## Medallero internacional
| Campeonato Mundial | Campeonato Mundial       | Campeonato Mundial | Campeonato Mundial |
| Año                | Lugar                    | Medalla            | Competición        |
| ------------------ | ------------------------ | ------------------ | ------------------ |
| 1967               | Ámsterdam (Países Bajos) | Medalla de oro     | Tándem (A)         |